# Tut mir nicht leid
Tut mir nicht leid è un singolo della rapper kosovaro-svizzera Loredana, pubblicato il 6 novembre 2020 come terzo estratto dal secondo album in studio Medusa.

## Video musicale
Il video musicale è stato reso disponibile il 6 novembre 2020, in concomitanza con l'uscita del brano.

## Tracce
Testi di Loridana Zefi, musiche di Tim Lindemann, Malte Schmidt, Joshua Allery e Laurin Auth.
1. Tut mir nicht leid – 2:33

## Formazione
- Loredana – voce
- Macloud – produzione
- Miksu – produzione
- The Placements – produzione

## Classifiche
| Classifica (2020) | Posizione massima |
| ----------------- | ----------------- |
| Austria           | 10                |
| Germania          | 4                 |
| Svizzera          | 14                |